# ریا
ریا یکی از فرومایگی‌های اخلاقی است و در  استفادهٔ ابزاری از دین و اعمال دینی برای رسیدن به مقاصد دنیوی گفته می‌شود. فرد ریاکار تلاش می‌کند با به رخ کشیدن کار خود، مورد تشویق دیگران قرار گیرد.

## در اسلام
در احادیث اسلامی ریا به عنوان یکی از خطرناکترین گناهان معرفی شده‌است.
از پیامبر اسلام نقل شده‌است که «خداوند عملی را که به اندازه ذره‌ای ریا در آن باشد قبول نمی‌کند.»
جعفر صادق—امام ششم شیعیان—در این باره می‌گوید: «تمام ریا شرک است. کسی که برای مردم کار کند اجرش با مردم است و کسی که برای خدا کار می‌کند ثوابش به عهده خداست.»
علی ابن ابی‌طالب می‌گوید «ریاکار سه علامت دارد؛ وقتی عمل او را مردم می‌بینند نشاط بیشتری در عبادت دارد. آن گاه که تنهاست در عبادت بی حال است. دوست دارد که در تمام کارها او را ستایش کنند.»
در آیه ۳۸ سوره نساء دربارهٔ ریاکاران آمده‌است: «آنان که اموال خود را به ریا و خودنمایی می‌بخشند و به خدا و روز قیامت نمی‌گروند یاران شیطان هستند و هر که را شیطان یار باشد یار بسیار بدی خواهد داشت.»

## دین‌فروشی در زبان فارسی
در زبان فارسی، دین‌فروش واژه‌ای قدیمی ست و همچنان در زبان فارسی در افغانستان و ادبیات مذهبی در ایران کاربرد دارد به مفهوم منافق ریاکار. دین‌فروشی ارتباطی با بی‌دینی ندارد و شخص دین‌فروش ممکن است در باطن بی‌دین یا دیندار باشد. برای بسیاری، اصول اخلاقی دینی، ریشه نهایی برای یک زندگی پرمعنا از نظر اخلاقی می‌باشد. دین‌فروش اشاره به افرادی دارد که ظاهراً به یک دین و یک راه و روش اخلاقی معتقد هستند و حتی گاهی در آن دین تندروی نیز می‌کنند اما برای سود و منافع خودشان، رهنمودهای آن دین را زیر پا گذاشته یا آن را مطابق خواسته‌هایشان تحریف می‌کنند و به عبارتی دین را به دنیا فروخته‌اند و شاید بتوان آن را با خودپرستی افراطی مرتبط دانست. در فارسی معاصر گاهی (اندک شمار) به دین فروشی، سوداگرایی دینی نیز گفته می‌شود که نباید با مفهوم تجارت دینی(Religious business) در زبان انگلیسی اشتباه شود.
 چند نمونه از استفاده از اصطلاح دین فروشی را می‌توان در سروده‌های جامی، سنایی و در گلستان سعدی نیز یافت.

## نکات
1. ↑  «Religious Business Ethics and Political Liberalism: An Integrative Approach».
2. ↑  «Religious Business: Essays on Australian Aboriginal Spirituality».
3. ↑  «معنی دین - لغتنامه دهخدا». واژه‌یاب.
4. ↑  http://www.vajehyab.com/dehkhoda/زرکند
5. ↑  http://parsi.wiki/dehkhodaworddetail-cd445d13999a4199bbc1b46a80787370-fa.html بایگانی‌شده  در ۱۸ مه ۲۰۱۵ توسط Wayback Machine, loghatnaameh.org